# Martín Góngora
Martín Andrés Góngora Milán (Paysandú, 27 de junio de 1980) es un futbolista uruguayo. Juega como guardameta en Paysandu Futbol Club, equipo de la Primera División Amateur de la Asociación Uruguaya de Fútbol.

## Clubes[1]
| Club                     | País      | Año       |
| ------------------------ | --------- | --------- |
| Bella Vista              | Uruguay   | 2000-2005 |
| Guaraní                  | Paraguay  | 2006      |
| Danubio                  | Uruguay   | 2006-2007 |
| Miramar Misiones         | Uruguay   | 2007-2008 |
| Juventud                 | Uruguay   | 2008-2009 |
| Racing                   | Uruguay   | 2009-2010 |
| El Tanque Sisley         | Uruguay   | 2010-2011 |
| E. C. Pelotas            | Brasil    | 2012      |
| Miramar Misiones         | Uruguay   | 2012-2013 |
| Juventud                 | Uruguay   | 2013-2014 |
| C. A. Mitre              | Argentina | 2014      |
| Universitario de Sucre   | Bolivia   | 2015      |
| Gimnasia y Esgrima (CdU) | Argentina | 2022      |